# Complete & Unbelievable: The Otis Redding Dictionary of Soul
Complete & Unbelievable: The Otis Redding Dictionary of Soul är ett musikalbum av Otis Redding som lanserades i oktober 1966 på Stax Records. Det var hans femte studioalbum. Skivan innehåller Reddings två hitsinglar "Fa-Fa-Fa-Fa-Fa (Sad Song)" och "Try a Little Tenderness". Men med på skivan finns även ett antal mindre kända originalkompositioner av Redding. Som brukligt medverkar Stax husband Booker T. and the M.G.'s på albumet.
Rolling Stone listade 2003 albumet som #251 i sin lista The 500 Greatest Albums of All Time.

## Låtlista
(kompositör inom parentes)
1. "Fa-Fa-Fa-Fa-Fa (Sad Song)" (Steve Cropper, Otis Redding) - 2:40
2. "I'm Sick Y'all" (Cropper, David Porter, Redding) - 2:53
3. "Tennessee Waltz" (Pee Wee King, Redd Stewart) - 2:53
4. "Sweet Lorene" (Isaac Hayes, Alvertis Isbell, Redding) - 2:26
5. "Try a Little Tenderness" (Jimmy Campbell, Reginald Connelly, Harry M. Woods) - 3:46
6. "Day Tripper" (John Lennon, Paul McCartney) - 2:32
7. "My Lover's Prayer" (Redding) - 3:05
8. "She Put the Hurt on Me" (Redding) - 2:34
9. "Ton of Joy" (Redding) - 2:50
10. "You're Still My Baby" (Chuck Willis) - 3:47
11. "Hawg for You" (Redding) - 3:24
12. "Love Have Mercy" (Hayes, Porter) - 2:48

## Listplaceringar
- Billboard 200, USA: #73[1]
- Billboard R&B Albums: #5
- UK Albums Chart, Storbritannien: #23[2]